# Nagaszaki főegyházmegye
A Nagaszaki egyházmegye (latinul: Nagasakien(sis), japánul: カトリック長崎大司教区) a római katolikus egyház egyik japán főegyházmegyéje. Érseki székvárosa Nagaszaki.

## Története
1876. május 22-én alapították a Dél-Japán apostoli vikariátust a Japán apostoli vikariátus (ma Tokiói főegyházmegye) területéből való leválasztással. 1891. június 15-én a neve Nagaszaki egyházmegyére változott. 1959. május 4-étől főegyházmegye. 1945. augusztus 9-én a Szeplőtelen Fogantatás székesegyházat megsemmisítette a második atombomba, amelyet Japánra ledobtak. Nagaszaki számos keresztény polgára halt meg a templomban azon a napon.

## Főpásztorok
- Alfonso Pérez de Guzmán † (1627. május 27., kinevezve – 1670. december 22., nyugalomba vonult)
- Bernard-Thadée Petitjean, M.E.P. † (1876. május 22., kinevezve – 1884. október 7., elhunyt)
- Jules-Alphonse Cousin, M.E.P. † (1885. június 16., kinevezve – 1911. szeptember 18., elhunyt)
- Jean-Claude Combaz, M.E.P. † (1912. június 3., kinevezve – 1926. augusztus 18., elhunyt)
- Januarius Kyunosuke Hayasaka † (1927. július 16., kinevezve – 1937. február 5., nyugállományba vonult)
- Paul Aijirō Yamaguchi † (1937. szeptember 15., kinevezve – 1968. december 19. nyugalomba vonult)
- Joseph Asajiro Satowaki bíboros † (1968. december 19., kinevezve – 1990. február 8., nyugállományba vonult)
- Francis Xavier Kaname Shimamoto, Ist. del Prado † (1990. február 8., kinevezve – 2002. augusztus 31., elhunyt)
- Joseph Mitsuaki Takami, P.S.S. (2003. október 17., kinevezve – )

## Szuffragáns egyházmegyék
- Fukuokai egyházmegye
- Kagosimai egyházmegye
- Nahai egyházmegye
- Óitai egyházmegye

## Szomszédos egyházmegyék
- Puszani egyházmegye (észak)
- Fukuokai egyházmegye (északkelet)

## Fordítás
- Ez a szócikk részben vagy egészben  a   Roman Catholic Archdiocese of Nagasaki című angol Wikipédia-szócikk fordításán alapul.  Az eredeti cikk szerkesztőit annak laptörténete sorolja fel. Ez a jelzés csupán a megfogalmazás eredetét és a szerzői jogokat jelzi, nem szolgál a cikkben szereplő információk forrásmegjelöléseként.